# Malthodes makiharai
Malthodes makiharai es una especie de coleóptero de la familia Cantharidae.

## Distribución geográfica
Habita en Taiwán.